# Киммитт, Роберт Майкл
Роберт Майкл Киммитт (англ. Robert Michael Kimmitt; род. 19 декабря 1947, Логан, Юта) — американский государственный деятель и дипломат, заместитель министра финансов (2005—2009), посол в Германии (1991—1993).

## Биография
Родился 19 декабря 1947 года в Логане, штат Юта, США. В 1965 году окончил среднюю школу в округе Арлингтон, штат Виргиния, после чего поступил в Военную академию США, которую с отличием окончил в 1969 году. В 1977 году он получил степень доктора юриспруденции в Джорджтаунском университете.

## Карьера
С 1976 по 1977 год и с 1978 по 1983 год Киммитт был сотрудником Совета национальной безопасности США. В 1985 году он стал работать в качестве консультанта по юридическим вопросам в Министерстве финансов США.  
С 1989 года работал заместителем государственного секретаря по политическим вопросам, оставаясь на посту до 1991 года, когда он был назначен послом США в Германии. В августе 2005 года Киммитт был назначен заместителем министра финансов США, а после ухода с поста главы департамента Джон Уильям Сноу, на протяжении двадцати дней исполнял его обязанности.
С 2017 по 2021 год Киммитт был председателем внешнего консультативного совета Центрального разведывательного управления, а с 2020 по 2021 год — членом руководящей группы Совета национальной безопасности.

## Личная жизнь
Отец Киммитта — Стэн, работал секретарём Сената США и имел звание полковника. У Киммитта также есть младший брат — Марк, который занимал пост советника госсекретаря США по военно-политическим вопросам. У Киммитта и его жены Холли Сазерленд есть две дочери, три сына и десять внуков. Они проживают в Арлингтоне, штат Виргиния.